# Музей на Република Сръбска
Музеят на Република Сръбска е музей, официалната институция на Република Сръбска и културна институция в рамките на Министерството на образованието и културата на Република Сръбска.
Правителството на Република Сръбска обявява Музея на Република Сръбска за централна институция за защита на движимите културни ценности на Република Сръбска. Седалището на музея се намира на ул. „Джуре Даничич“ № 1 в Баня Лука.

## Названия
Предишни названия на музея:
- Музей на Върбаска бановина – хърватски национален етнографски музей (1930 – 1941)
- Хърватски национален музей (1941 – 1945)
- Национален етнографски музей на Босненската крайна (1945 – 1953)
- Национален музей в Баня Лука (1953 – 1962)
- Музей на Босненска крайна в Баня Лука (1953 – 1992)
- Музей на Република Сръбска (от 1992 г.)

## Организация
В музея на Република Сръбска има седем организационни звена:
1. Център за материална култура и изкуство
- Отдел по археология
- Отдел по история
- Отдел по етнология и етнография
- Отдел по история на изкуствата
- Отдел по природни науки

2. Отдел по нематериална култура
3. Отдел „Документация и дигитализация“
4. Център за консервация и реставрация
- Ателие за консервация и реставрация на картини
- Ателие за консервиране и реставрация на текстил и кожа
- Ателие за консервация и реставрация на метали
- Ателие за консервация и реставрация на камък, керамика, порцелан и стъкло
- Ателие за запазване и възстановяване на дърво
- Семинар за подготовка на ЗОО

5. Център за образователни – педагогически, комуникационни и връзки с обществеността
6. Отдел „Библиотека и издателство“
7. Отдел за съвместни услуги
В седемте организационни звена има 41 служители (15 уредници, три консерватори–реставратори и четирима подготвители и един музеен техник–документалист).